# アスリ・チョルパン
アスリ・メジエット・チョルパン（トルコ語: Aslı Meziyet Çolpan、英語: Asli Meziyet Colpan、1977年10月25日 - ）は、在日トルコ人経営学者。京都大学大学院経済学研究科教授。住友ゴム工業監査役。NISSHA取締役。元グルメ杵屋取締役。

## 人物・経歴
トルコ共和国イズミル出身。父は銀行の役員。エーゲ大学繊維工学部在学中、19歳で初来日し、大学に機械等を寄付していた和歌山県の島精機製作所でインターンを行った。
リーズ大学繊維経営学大学院修士（M.S.）課程修了後、奨学金を得て日本に留学し、2004年京都工芸繊維大学大学院工芸科学研究科博士後期課程先端ファイブロ科学専攻修了、博士（工学）。
大学院在学中から曳野孝京都大学大学院経済学研究科助教授の講演の助手などを務め、日本学術振興会外国人特別研究員（京都大学経済研究所）を経て、2008年コロンビア大学京都日本研究センター特定准教授、京都大学大学院経営管理研究部みずほ証券寄附講座准教授。
2010年、曳野孝准教授とともに、第1回京都大学経営管理大学院ベストティーチャー賞を受賞。同年第2回京都大学優秀女性研究者賞（たちばな賞）を受賞。
2011年京都大学大学院経営管理研究部連携准教授、京都大学次世代研究者育成センター特定准教授、コロンビア大学京都日本研究センター併任准教授。2012年京都大学白眉センター特定准教授、ハーバード大学エドウィン・O・ライシャワー日本研究所客員研究員、マサチューセッツ工科大学政治学研究科及びスローンビジネススクール客員准教授。
2014年、トルコ企業経営サミットで企業経営名誉賞を受賞。
2015年グルメ杵屋取締役。京都大学の教員で上場企業の社外取締役に就くのは初となった。
2016年京都大学大学院経済学研究科准教授、京都大学経営管理大学院准教授、ハーバード・ビジネス・スクール客員教授。
2018年に史上最年少で教授に昇格し、京都大学大学院経済学研究科教授、京都大学経営管理大学院教授に就任。同年住友ゴム工業監査役。2019年NISSHA取締役。